# Trym (måne)
Trym eller Thrymr er en af planeten Saturns måner: Den blev opdaget den 23. september 2000 af John J. Kavelaars og Brett J. Gladman, og fik lige efter opdagelsen den midlertidige betegnelse S/2000 S 12. Senere har den Internationale Astronomiske Union vedtaget at opkalde den efter jætten Trym fra den nordiske mytologi. Månen Trym kendes desuden også under betegnelsen Saturn XXX (XXX er romertallet for 30).
Trym har sammenlignet med andre Saturn-måner en forholdsvis høj massefylde, og man formoder at den består af en blanding af vans-is og klippemateriale. Overfladen er temmelig mørk, og tilbagekaster blot 6 % af det lys der rammer den. Det er muligt at Trym består af brudstykker der er slået af Phoebe tidligere i Saturn-systemets historie.